# Bionville
Bionville ist eine französische Gemeinde im Département Meurthe-et-Moselle in der Region Grand Est (bis 2015 Lothringen). Sie gehört zum Kanton Baccarat im Arrondissement Lunéville. Sie grenzt im Norden an Saint-Sauveur, im Nordosten an Grandfontaine und Raon-lès-Leau, im Osten an Raon-sur-Plaine und Luvigny, im Südosten an Vexaincourt und Allarmont, im Süden an Celles-sur-Plaine, im Westen an Pierre-Percée und im Nordwesten an Angomont. Die Plaine bildet die Grenze zum Département Vosges. Die Bewohner nennen sich Bionvillois.

## Bevölkerungsentwicklung

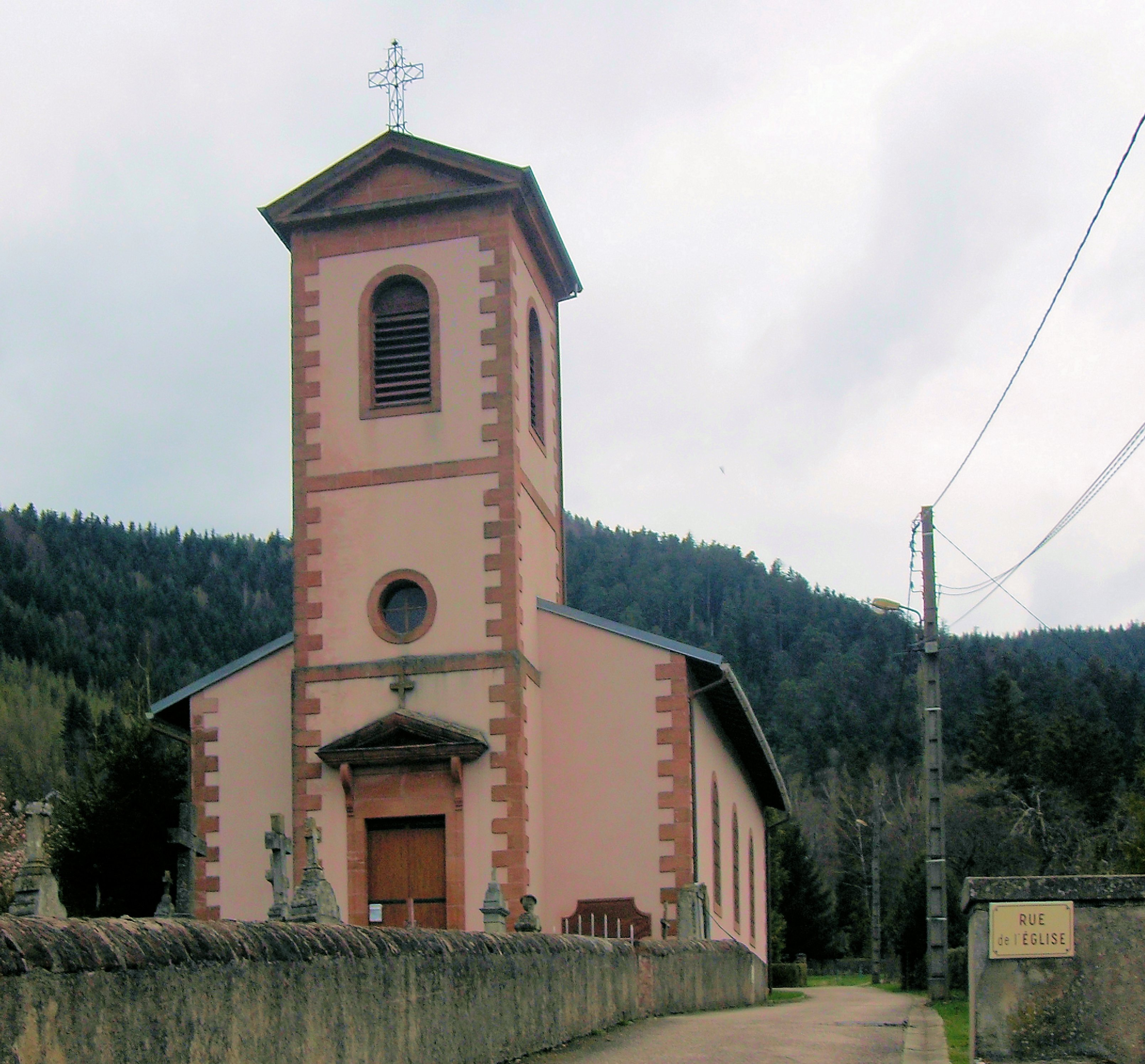
Kirche Saint-Hubert

| Jahr      | 1962 | 1968 | 1975 | 1982 | 1990 | 1999 | 2008 | 2019 |
| --------- | ---- | ---- | ---- | ---- | ---- | ---- | ---- | ---- |
| Einwohner | 159  | 123  | 80   | 105  | 97   | 124  | 134  | 118  |